# Hanshui
Hanshui (kinesiska: 涵水镇, 涵水) är en köping i Kina. Den ligger i provinsen Sichuan, i den sydvästra delen av landet, omkring 300 kilometer öster om provinshuvudstaden Chengdu. Antalet invånare är 14 493. Befolkningen består av 7 163 kvinnor och 7 330 män. Barn under 15 år utgör 21,0 %, vuxna 15-64 år 67 %, och äldre över 65 år 11,0 %.
Genomsnittlig årsnederbörd är 1 699 millimeter. Den regnigaste månaden är september, med i genomsnitt 337 mm nederbörd, och den torraste är december, med 12 mm nederbörd.